# Furlan Marri
Furlan Marri est une entreprise suisse d’horlogerie, fondée en 2021 dans le canton de Genève, en Suisse.
Fondée par Andrea Furlan et Hamad Al Marri à Genève en 2021, l'entreprise a remporté le Prix de Révélation Horologique lors du Grand Prix d'Horlogerie de Genève.

## Historie
Fondée en 2021, Furlan Marri s'est inspiré respectivement des voitures de sport anciennes et nouvelles, des tapis persans et des montres suisses anciennes et modernes.
La marque sous-traite sa production à différents pays. Avec seulement quelques modèles produits à Genève, il prend son mouvement de quartz mecha du Japon. Depuis son succès au sein de l'industrie, la marque s'oriente vers le développement d'un mouvement automatique suisse.